# 41671 Benhardesty
41671 Benhardesty este o planetă minoră (asteroid), cu un diametru de 6,843 km, din centura de asteroizi. A fost descoperită pe 2 octombrie 2000 la Stația Anderson Mesa de Lowell Observatory Near-Earth-Object Search. 
Obiectul prezintă o orbită caracterizată de o semiaxă mare de 3,1481680107121 UAi, o excentricitate de 0,18812894433895, o înclinație de 18,511051393446 ° în raport cu ecliptica.